# Памела Травърз
Памела Линдън Травърз OBE (на английски: Pamela Lyndon Travers), родена Хелън Линдън Гоф (Helen Lyndon Goff), е австралийско-британска писателка, която развива по-голямата част от кариерата си в Англия. Тя е най-известна с поредицата от книги за Мери Попинз, чиито главен герой е едноименната вълшебница бавачка.
Родена в Мериборо, Куинсланд, тя израства в австралийския хинтерланд, преди да бъде изпратена в интернат в Сидни. Творбите ѝ са публикувани за първи път, когато е тийнейджърка, а също така работи за кратко като професионална актриса в постановки на шекспирови пиеси. След като емигрира в Англия на 24-годишна възраст, приема името Памела Линдън Травърс и псевдонима П. Л. Травърз през 1933 г., докато пише първата от осемте книги за Мери Попинз (двете първи букви са използвани за скриване на женското име – обичайна практика за англоезичните писателки).
Пътува до Ню Йорк по време на Втората световна война, докато работи за британското Министерство на информацията. По това време Уолт Дисни се свързва с нея относно продажбата на правата за филмова адаптация на Мери Попинз от Уолт Дисни Пикчърс. След години на контакт, включващ посещения на Травърз в дома ѝ в Лондон, Уолт Дисни получава правата и премиерата на филма Мери Попинз е през 1964 г.
През 2004 г. стартира сценична музикална адаптация на книгите и филма в Уест Енд; премиерата ѝ е на Бродуей в Ню Йорк през 2006 г. Филм, базиран на усилията на Дисни да убеди Травърз да му продаде правата за филма Мери Попинз, излиза през 2013 г., Спасяването на мистър Банкс, в който Травърз се играе от Ема Томпсън. В продължение на оригиналния филм от 2018 г., Мери Попинз се завръща, Попинз, изиграна от Емили Блънт, се завръща, за да помогне отново на семейство Банкс.

## Биография и кариера

### Ранен живот
Хелън Линдън Гоф, известна още като Линдън, е родена на 9 август 1899 г. в семейния ѝ дом в град Мериборо, Куинсланд, Австралия. Майка ѝ Маргарет Агнес Морхед е австралийка и племенница на Бойд Дънлоп Морхед, министър-председател на Куинсланд от 1888 до 1890 г. Баща ѝ Травърз Робърт Гоф е от Дептфорд, Югоизточен Лондон, макар че твърди, че е от ирландски произход. Той емигрира в Австралия, където става директор на банка „Джойнт Сток“, но по-късно е понижен до банков служител поради алкохолизъм. На 9 ноември 1898 г., девет месеца преди Хелън да се роди, той се жени за Маргарет, която произхожда от богата династия на собственици на захарни рафинерии. Раждат им се три дъщери, от които Хелън е най-голямата. Името „Хелън“ идва от прабаба ѝ и от пралеля ѝ по майчина линия. Въпреки че е родена в Австралия, тя се смята за ирландка и по-късно изразява мнението, че нейното раждане е било на погрешното място.
Съвсем малка отива на гости при лелята на дядо си Ели в Сидни за първи път. Ели заема видно място в ранния ѝ живот, тъй като Хелън често остава при нея. Хелън има семпъл живот като дете, получавайки по пени на седмица от родителите си, както и случайни други подаръци. Майка ѝ е известна с това, че дава максими и инструкции на Хелън и тя обича „спомена за баща си“ и неговите истории за живота му в Ирландия. Хелън също е запалена читателка, като по-късно заявява, че е можела да чете на тригодишна възраст и че се е наслаждавала особено на приказките, като тези на братя Грим.
До 3-гдишната й възраст семейството й живее в голям дом в Мериборо със прислуга и каляска. Като възрастна тя си припомня идеализирана версия на детството си в Мериборо. През 1902 г. се преместват в Бризбън, където се ражда сестра ѝ.
В средата на 1905 г. Хелън прекарва известно време с Ели в Сидни. По-късно същата година се завръща и семейството се премества в Алора (Куинсланд). Отчасти защото Хелън често е оставяна сама като дете от родителите ѝ, тя развива „форма на самодостатъчност и е [...имала] идиосинкратична форма на фантазиен живот“, според нейната биографка Валери Лоусън, като често се е преструвала на квачка, понякога с часове. Хелън също пише поезия, на която семейството ѝ обръща малко внимание. През 1906 г. учи в държавното училище на Алора. Баща ѝ умира преждевременно на 43 г. в дома си през януари 1907 г. и тя се бори да се примири с този факт през следващите шест години. С крехка майка, която прави опит за самоубийство, и семейна ситуация, която става все по-натоварваща, Памела/Хелън развива силно чувство на закрила към двете си малки сестри, които успява да развесели чрез създаването на въображаеми истории за бавачката с магически сили на име Мери Попинз.
След смъртта на баща си Хелън, заедно с майка си и сестрите си, се местят в град Боуръл, Нов Южен Уелс, през 1907 г., където тя учи в местния клон на гимназията на Църквата на Англия в Сидни. От 1912 г. е в интерната на вече несъществуващото училище „Норманхърст“ в Ашфийлд, предградие на Сидни. В Норманхърст започва да харесва театъра. През 1914 г. публикува за пръв път статия в училищното списание „Нормахърст“, а по-късно същата година режисира училищен концерт. На следващата година играе ролята на Ботъм в продукцията на „Сън в лятна нощ“ на Шекспир. Става училищен префект и се стреми към успешна актьорска кариера.
Към 17-годишна възраст, по това време поразително висока и слаба, с кестеняви къдрици, тя напусна дома си, работейки за кратко като секретарка, преди да стане театрална актриса. По това време среща актьора на средна възраст – родения в Лондон Лорънс Кембъл, първият в дълга верига от мъже, които, по нейните думи, я предават от един на друг.
Първата ѝ работа е в Австралийската компания за газово осветление като касиерка. Между 1918 и 1924 г. живее на улица „Пемброук“ 40 в Ашфийлд. През 1920 г. се появява в първата си пантомима. На следващата година е наета да работи в Шекспировата компания в Сидни, ръководена от Алън Уилки.

### Кариера
Хелън има първата си роля в Шекспировата компания като Ан Пейдж във „Веселите уиндзорки“ на Шекспир през март 1921 г. Тя решава да използва сценичното име „Памела Линдън Травърз“, като взема „Травърз“ от името на баща си и „Памела“, защото смята, че това е красиво име, което се пасва с „Травърз“. Обикаля Нов Южен Уелс в началото на 1921 г. и се връща в Шекспировата компания в Сидни до април 1922 г. През този месец, в рецензия за нейното представяне като Титания в „Сън в лятна нощ“, критикът на периодичното издание „Триада“ Франк Мортън, пише, че нейното изпълнение е „твърде човешко“.
Трупата пътува до Нова Зеландия, където Травърз среща и се влюбва в журналист от в. „Сън“. Журналистът занася едно от стихотворенията ѝ на своя редактор и то е публикувано във вестника. И след като напуска Нова Зеландия, Травърз продължава да изпраща творбите си на „Сън“, като в крайна сметка води своя собствена колона, наречена „Pamela Passes: The Sun's Sydney Letter“. Тя също има творби, публикувани в печата – Shakespeare Quarterly, Vision и The Green Room. Съветват я да не прави кариера в сферата на журналистиката, а да се насочи към поезията. През март 1922 г. „Триада“ публикува „Песен на майката“ – едно от нейните стихотворения, под името „Памела Йънг Травърз“. Вестник „Бюлетин“ публикува стихотворението ѝ „Keening“ на 20 март 1923 г. и тя става чест негов сътрудник. През май 1923 г. намира работа в „Триада“, където ѝ е дадена свободата да запълни най-малко четири страници във всеки брой от женската секция, озаглавена „Жена отвръща на удара“. Травърз пише поезия, журналистика и проза за своя раздел; Лоусън отбелязва, че еротичните стихове и флиртът заемат видно място. Тя издава и стихосбирката си „Сладко-кисело“.
На 9 февруари 1924 г. Травърз отива да живее в английската столица Лондон, в квартал „Блумсбъри“. Връща се в Австралия само веднъж, през 60-те години. В продължение на четири години пише поезия за вестник „Айриш Стейтсман“, започвайки докато е в Ирландия през 1925 г., когато среща поета Джордж Уилям Ръсел (пишещ под псевдонима „Æ“). Ръсел, като редактор на вестника, приема част от нейните стихове за публикуване. Чрез поета, чиято доброта към по-младите писатели е легендарна, Травърз се запознава с Уилям Бътлър Йейтс, Оливър Сейнт Джон Гогарти и други ирландски поети, които насърчават нейния интерес към и познания за световната митология.
След като посещава Фонтенбло във Франция, Травърз се запознава с Георги Гурджиев, духовен учител, чйято ученичка става. Приблизително по същото време в Швейцария ѝ преподава Карл Густав Юнг. През 1931 г. тя се премества с приятелката си Мадж Бърнанд от техния апартамент под наем в Лондон в провинциална къща в Съсекс. Там, през зимата на 1933 г., започва да пише „Мери Попинз“. Изпраща първата чернова на новия си детски роман на последния писател, който я пленява – красивия поет и критик Франсис Макнамара. Той се превръща в голямата любов на живота ѝ, но вниманието му често е насочено към други жени.
През 30-те години Травърз пише театрални рецензии за в. „Ню Инглиш Уикли“ и публикува книгата „Московска екскурзия“ (1934). „Мери Попинз“ излиза същата година с голям успех. Следват още седем нейни продължения.
По време на Втората световна война Травърз работи за британското Министерство на информацията, прекарва пет години в САЩ, публикувайки I Go by Sea, I Go by Land през 1941 г. По покана на нейния приятел Джон Колиър, американски комисар по въпросите на индианците, тя прекарва две лета сред народите навахо, хопи и пуебло, изучавайки тяхната митология и фолклор. Травърз се завръща в Англия в края на войната, където продължава да пише. Тя се премества на улица „Смит“ 50 в лондонското предградие Челси, което днес е отбелязано с възпоменателна (синя) плоча на английското наследство. Тя се завръща в САЩ през 1965 г. и става писателка-резидент в колежа Радклиф в Кеймбдридж, Масачузетс, от 1965 до 1966 г. и в колежа „Смит“ в Нортхамптън, Масачузетс, през 1966 г., и изнася лекции в колежа Скрипс в Клеърмонт, Калифорния, през 1970 г. Публикува различни произведения и редактира „Парабола: списание за митове и традиции“ от 1976 г. до смъртта си.
Травърз става офицер на Ордена на Британската империя (OBE) в новогодишните почести през 1977 г. Церемонията по инвеститурата се състои по-късно същата година в Бъкингамския дворец, като херцогът на Кент Едуард замества кралица Елизабет II.
Умира в Лондон на 23 април 1996 г. на 96-годишна възраст. Погребана е в църквата „Света Мария Богородица" в Туикънъм, Лондон. Въпреки че никога не е приемала напълно начина, по който филмовата версия на Дисни за Мери Попинз представя фигурата ѝ на бавачка, филмът я прави богата. Нейното имущество е оценено в завещание през септември 1996 г. на малко над 2 млн. лири.

## Личен живот
Травърз не желае да споделя подробности за личния си живот, като казва, че „най-много се идентифицира с Анонимната като писателка“ и пита дали биографиите са от някаква полза изобщо. На канадската учена Патриша Демерс е позволено да я интервюира през 1988 г., но не и да пита за личния ѝ живот. Травърз се старае да прикрие и своя австралийски произход. „Ако някой се интересува от моята биография, – казва веднъж тя, – то историята на моя живот се съдържа в „Мери Попинз“ и в другите мои книги.“
Никога не се омъжва. Въпреки че има множество мимолетни връзки с мъже през целия си живот, тя живее повече от десетилетие с Мадж Бърнанд, дъщеря на сър Франсис Коули Бърнанд, английски драматург, писател и журналист, бивш редактор на сп. „Пънч“. Те споделят апартамент в Лондон от 1927 до 1934 г., след което се преместват в Паунд Котидж близо до Мейфийлд, Източен Съсекс, където Травърз публикува първата от книгите си за Мери Попинз. Тяхната връзка, по думите на един биограф, е интензивна, но също толкова двусмислена.
На 40-годишна възраст, две години след като се изнася да живее сама, Травърз, благодарение на приятеля си – поета Франсис Макнамара, осиновява момченце от Ирландия – Джон Камилъс Хоун (р. 15 август 1939 г.), което нарича Камилъс Травърз. Той е внук на Джоузеф Хоун, първият биограф на Джордж Мур и Уилям Бътлър Йейтс, който отглежда седемте си внука заедно със съпругата си Вера. Той моли Травърз да осинови и неговия брат близнак Антъни, което обаче тя не прави. Камилъс не знае за истинското си семейство до 17-годишна възраст, когато Антъни идва в Лондон и почуква на вратата на писателката в Челси. Антъни за разлика от брат си Камилъс израства в скромни условия. Те имат толкова различно възпитание, че единствената им видима връзка е любовта към пиенето. Камилъс, неспособен да прости на писателката, че го е излъгала, излиза извън релси. Изпратен в Оксфорд за многократно залагане в незаконни казина в Мейфеър, на 21 години той е вкаран в затвора за шест месеца за шофиране в нетрезво състояние. По-късно страда от алкохолизъм. Жени се за учителката Франсис Уайт (бъдеща успешна актриса) и става баща на три деца. Умира през 2005 г.
През 2018 г. кратер на планетата Меркурий е кръстен на писателката.

## Творчество
Още през 1926 г. Травърз публикува разказа „Мери Попинз и кибритопродавачът“, който представя бавачката Мери Попинз и уличния художник Бърт. Публикувана в Лондон през 1934 г., детската книга „Мери Попинз“ е първият литературен успех на Травърз. Следват седем продължения, последното през 1988 г., когато Травърз е на 89 г. („Мери Попинз се завръща“ (1935), „Мери Попинз отваря вратата“ (1944), „Мери Попинз в парка“ (1952), „Мери Попинз от улица „Черешова“ (1982) и други). В книгата „Мери Попинз“ се разказва за Мери Попинз, която се появява неочаквано като гувернантка в дома на семейство Банкс. Тя е тайнствена и загадъчна личност и с нейна помощ децата преживяват фантастични приключения.
В книгата „Мери Попинз се завръща“ се разказва как в семейство Банкс се ражда още едно момиченце и отново имат нужда от помощта на вълшебната гувернантка Мери Попинз. Тя наистина ще се погрижи за множество приключения.
В книгата „Мери Попинз отваря вратата“ се разказва как Мери Попинз се завръща при децата на семейство Банкс, за да ги поведе към нови вълшебни приключения: заедно летят на захарни кончета, спускат се сред обитателите на морското дъно, танцуват с любимите си герои от приказките.
Докато се появява като гостенка в радиопрограмата Desert Island Discs на Би Би Си Радио 4 през май 1977 г., Травърз разкрива, че името „М. Попинз“ произлиза от детски истории, които е измислила за сестрите си, и че тя все още притежава книга от онази епоха с вписано това име. Пралелята на Травърз Хелън Морхед, живяла в Улахра, Сидни, и е обичала да казва "Spit spot, into bed" („Бързо към леглата“)), вероятно е вдъхновение за героинята.

### Версия на Дисни
Музикалната филмова адаптация „Мери Попинз“ е издадена от Уолт Дисни Пикчърс през 1964 г. Основно базиран на оригиналния едноименен роман от 1934 г., той също така повдига елементи от продължението от 1935 г. „Мери Попинз се завръща“. Романите са обичани от дъщерите на Уолт Дисни, когато са деца, и Дисни прекарва 20 години в опити да закупи филмовите права на Мери Попинз, което включва посещения на Травърз в дома й в Лондон. През 1961 г. Травърз пристига в Лос Анджелис с полет от Лондон, билетът й за първа класа е платен от Дисни и най-накрая се съгласява да продаде правата, в голяма степен защото е в тежко финансово положение. Тя е съветник в продукцията, но не одобрява героинята на Попинз във версията на Дисни; със смекчени по-сурови аспекти, писателката се чувства несигурна по отношение на музиката и толкова мрази използването на анимация, че изключва всякакви по-нататъшни адаптации на сериала. Тя не получава покана за звездната премиера на филма, докато не засрамва ръководител на Дисни да й я даде.
Травърз толкова не харесва адаптацията на Дисни и начина, по който чувства, че са я третирали по време на продукцията, че когато години по-късно продуцентът Камерън Макинтош се обръща към нея за създаване на британския сценичен мюзикъл „Мери Попинз“, тя се съгласява само при условия, че могат да участват пряко само британските сценаристи и никой от оригиналната филмова продукция. Това специално изключва Братя Шърман от написването на допълнителни песни за продукцията. Въпреки това оригинални песни и други аспекти от филма от 1964 г. са разрешени да бъдат включени в продукцията. Тези точки дори са посочени в последната й воля и завещание.
В интервюто за Desert Island Discs на Би Би Си от 1977 г. Травърз отбелязва за филма: „Гледала съм го веднъж или два пъти и се научих да живея с него. Бляскав е и е добър филм на собствено ниво, но не мисля, че прилича много на моите книги.“

### По-късни филми
Филмът от 2013 г. „Спасяването на мистър Банкс“ е драматизиран преразказ както на работния процес по време на планирането на филма „Мери Попинз“, така и на ранния живот на Травърз, като прави паралели с Мери Попинз и детството на авторката. Във филма участват Ема Томпсън като писателката и Том Ханкс като Уолт Дисни. Томпсън го смята за най-предизвикателния в кариерата си, тъй като тя никога преди не е играла някой толкова противоречив или труден образ, но намира сложната героиня за „блажена радост за въплъщение“.
През 2018 г., 54 години след излизането на оригиналния филм за Мери Попинз, излиза продължение, озаглавено „Мери Попинз се завръща“, с Емили Блънт в ролята на Мери Попинз. Филмът, в който Мери Попинз се завръща, за да помогне на Джейн и Майкъл Банкс една година след семейна трагедия, се развива 25 години след събитията от първия филм.

### Поредица „Мери Попинз“
1. Mary Poppins (1934)
Мери Попинз, изд. „Народна младеж“ (1977), изд. „Отечество“ (1980) (заедно с „Мери Попинз се завръща“), изд. „Пан“ (1994, 1997, 1998 и 2003) ISBN 954-657-077-Х, (2011) ISBN 9786192404093, (2013) ISBN 9789546603838 (с твърди корици), (2017) ISBN 9786192404116 (илюстрирано, с твърди корици), (2021) ISBN 978-619-240-409-3
2. Mary Poppins Comes Back (1935)
Мери Попинз, изд. „Отечество“ (1980) (част от), Мери Попинз се завръща, изд. „Пан“ (1997, 2003) ISBN 954-657-098-2
3. Mary Poppins Opens the Door (1943)
Мери Попинз отваря вратата, изд. „Пан“ (1998) ISBN 954-657-157-1
4. Mary Poppins in the Park (1952)
Мери Попинз в парка, изд. „Пан“ (1994)
5. Mary Poppins From A to Z (1962)
6. Mary Poppins in the Kitchen: A Cookery Book with a Story (1975)
7. Mary Poppins in Cherry Tree Lane (1982)
Мери Попинз от улица „Черешова“, изд. „Пан“ (1994), (2004) ISBN 9546573639 (илюстровано), (2021) ISBN 978-619-240-295-2 (заедно с „Мери Попинз и съседите от номер осемнайсет““)
8. Mary Poppins and the House Next Door (1988)
Мери Попинз и съседите от номер осемнайсет, изд. „Пан“ (2004) ISBN 9789546573636, (2021) ISBN 978-619-240-295-2 (заедно с „Мери Попинз от улица „Черешова““)

- Gingerbread Shop (1952) (адаптирана версия на глава „Мисис Кори“ от „Мери Попинз“)
- Mr. Wigg's Birthday Party (адаптирана версия на глава „Смехотворният газ" от „Мери Попинз“)
- The Magic Compass (1953) (адаптирана версия на глава „Лошият вторник" от „Мери Попинз“)
- Stories from Mary Poppins (1952) (сборник с разкази)
- The Story of Walt Disney's Motion Picture Mary Poppins (1964) (различни автори)
- Story of Mary Poppins (1963) (саундтрак)

### Самостоятелни
- I Go By Sea, I Go By Land (1941)
- Aunt Sass: Christmas Stories (1941)
- Ah Wong (1943)
- Johnny Delaney (1944)
- The Fox at the Manger (1963)
- Friend Monkey (1971)
- About the Sleeping Beauty (1975)
- Two Pairs of Shoes (1980)
- A flower Date
- Bitter Sweet (стихосбирка)

### Есеистика и документалистика
- Moscow Excursion (1934)
- George Ivanovitch Gurdjieff (1973)
- About the Sleeping Beauty (1975)
- What the Bee Knows: Reflections on Myth, Symbol and Story (1989)

## За нея
- Lawson, Valerie. Out of the Sky She Came: The Life of P.L. Travers, Creator of Mary Poppins.   1999. ISBN 0-7336-1072-2.
- Lawson, Valerie. Mary Poppins She Wrote.   Aurum Press, 2005. ISBN 1-84513-126-6.
- Lawson, Valerie. Mary Poppins, She Wrote: The Life of P. L. Travers.   Simon & Schuster, 2006. ISBN 978-0743298162.
- Brody, Paul. The Real Life Mary Poppins: The Life and Times of P. L. Travers.   CreateSpace, 2013. ISBN 978-1482075038.
- Demers, Patricia. P.L. Travers.   Twayne Publishers, 1991. ISBN 978-0805770056.
- A Lively Oracle: a Centennial Celebration of P. L. Travers, Creator of Mary Poppins.   New York, Larson Publications, 1999.* Cesare Catà, La sapienza segreta di Pamela L. Travers, saggio introduttivo a La sapienza segreta delle api, Liberilibri, Macerata, 2019
- Dooling Draper, Ellen; Koralek, Jenny, eds. (1999).  Архив на оригинала от 2007-08-07 в Wayback Machine.. New York: Larson Publications.
- Travers, P. L. (1970 – 1971). "George Ivanovitch Gurdjieff (1877 – 1949)". Man, Myth and Magic: Encyclopedia of the Supernatural. London: Purnell, 12 vol. препечатка в International Gurdjieff Review 3.1 (Fall 1999): "In Memoriam: An Introduction to Gurdjieff"